# Explosão da Ponte da Crimeia em 2022
Em 8 de outubro de 2022 (sábado), às 06:07 horário da Ucrânia (03:07 UTC), a ponte da Crimeia foi abalada como resultado de uma explosão, sobre ou sob as faixas de veículos no sentido oeste que vão da Rússia para Querche na Crimeia ocupada. Dois vãos veiculares de duas pistas da ponte desabaram na água. Duas pistas adjacentes no sentido leste na estrutura independente sobreviveram. A ponte ferroviária também foi significativamente danificada por um incêndio em vagões-tanque ferroviários. Quatro pessoas foram mortas e o Comitê Investigativo da Rússia iniciou uma apuração, mas indícios surgiram apontando a Ucrânia como a responsável pelo atentado.
O dano reduziu a capacidade de transporte da ponte, que estava sendo usada como rota de suprimentos para abastecer as tropas russas na Crimeia ocupada durante a invasão da Ucrânia de 2022. A explosão ocorreu um dia após o aniversário de 70 anos do presidente russo Vladimir Putin e uma semana após o anúncio da anexação de quatro regiões ucranianas pelo governo russo. Ninguém reivindicou a autoria da explosão. Volodymyr Zelensky disse que o governo ucraniano "não ordenou" o atentado.
Autoridades russas e um "alto funcionário ucraniano" conversando com The New York Times afirmaram que a explosão foi causada por um caminhão abarrotado de explosivos. A BBC, no entanto, alegou que foi mais provavelmente causado por uma embarcação autônoma. O Serviço Federal de Segurança russo deteve cinco cidadãos russos e três pessoas da Ucrânia e da Armênia acusados de conduzir a explosão. Moscou acusou os serviços de inteligência ucranianos pelo ataque. Em julho de 2023, a Ucrânia assumiu pela primeira vez a responsabilidade pelo ocorrido.